# Acer dimorphifolium
Acer dimorphifolium é uma espécie de árvore do gênero Acer, pertencente à família Aceraceae.